# Мехмед: Султан на завоеванията
„Мехмед: Султан на завоеванията“ (на турски: Mehmed: Fetihler Sultanı) е турски телевизионен сериал в исторически, фантастичен, екшън, драма и приключенски жанр. Той е режисиран от Мирай Япъм, режисиран от Шафак Бал и Йълдърай Йълдъръм, по сценарий на Озан Бодур, Енес Шенгьонюл, Джихан Бозкая, Фатих Гюлер и Ясин Уста, чийто първи епизод е излъчен на 27 февруари 2024 г. Сериалът хвърля светлина върху живота на султан Мехмед Завоевателя, един от величествените владетели на Османската империя. В главните роли са Серкан Чайоглу, Селим Байрактар, Сечкин Йоздемир, Туба Юнсал, Синан Албайрак и Есила Умут.

## Сюжет
Разтърсен от неочакваната смърт на шехзаде Алаадин, султан Мурат II Хан започва оттеглянето си в Бурса и синът му шехзаде Мехмед заема неговото място. Виждан като млад и неопитен, след като се възкачва на трона, Мехмед води първата си голяма битка срещу Орхан, който се укрива във Византия и получава подкрепа. Султан Мехмед II има мечта в ума си: да завладее Константинопол. Той събира везирите си, за да постигне тази цел. Околните обаче не разбират целта на Мехмед. Група, водена от Чандарлъ, смята, че ще бъде трудно да се превземе Константинопол се опитва да убеди Мехмед. Въпреки това Мехмед II е различен от останалите и решителен. Той ще се върне като султан един ден.

## Актьорски състав
- Серкан Чайоглу – султан Мехмед II Хан
- Селим Байрактар – Чандарлъ Халил паша
- Сечкин Йоздемир – император Константин XI Палеолог
- Туба Юнсал – Мара Хатун
- Синан Албайрак – Заганос паша
- Есила Умут – Гюлбахар Хатун
- Бюлент Алкъш – Шехабетин паша
- Ертугрул Постоглу – Исхак паша
- Али Синан Демир – Куртчу Доган ага
- Мим Кемал Йоке – Акшемседин
- Реджеп Чавдар – Саруджа паша
- Дуйгу Бербероглу – Дидар
- Гасан Масуд – Ебу Еюб ел-Енсари
- Юмит Белен – Георги Бранкович
- Кенан Чобан – Малкочоглу Бали бей
- Бейти Енгин – Урбан Уста
- Каан Ялчън – Малкочоглу Хамза бей
- Джебраил Есен – Рейхан ага
- Толга Аккая – Салтук Алп
- Уразбей Доган – шехзаде Баязид
- Сена Чакър – Гюлшах Хатун
- Али Бухара Мете – Кара Мустафа
- Сидар Тублек – Улубатлъ Хасан Алп
- Улви Аладжакаптан – Генатюс
- Сабри Арафатоглу – шейхюлислям Фахредин
- Бурджу Алтън – Дайе
- Сердар Гьокхан – Евреносоглу Али бей
- Тургай Танюлкю – Кара Хъзър Челеби
- Абдуррахман Тевруз – Фазулах
- Али Нури Тюркоглу – шехзаде Орхан Челеби
- Хюсеин Ъшъклар – Комутан Сфранцис
- Мустафа Сарач – Керкенес
- Аднан Бириджик – Хеким Башъ
- Емине Юн – Халиме Султан
- Перихан Саваш – Селчук Хатун
- Шенер Саваш – Джелаледин
- Мехмет Емин Кадъхан – Джавит ефенди
- Ерхан Чавдарлъоглу – Шахин ага
- Ийт Ардел
- Орчун Оран – Комутан Валериан
- Айшегюл Гюнай – Елена Драгаш
- Сезгин Узунбекироглу – Михрибан Хатун
- Муса Кадан – шехзаде Ахмед
- Ибрахим Темизоглу – Комутан Мартин
- Еге Клавуз – Мюмин Али
- Димитрис Далианис – Андроникос
- Мехмет Чакмак – Бекташ ага
- Фикрет Кушкан – Лука Нотарас
- Фахри Йозтезджан – Караманоглу Ибрахим бей
- Нуман Чакър – Пири паша
- Юксел Шимшек – Тугрул бей
- Теоман Кумбараджъбашъ – султан Мурад Хан
- Севинч Ерол – Хасибе Хатун
- Доган Баръш Яшар – Комутан Феликс
- Кайъхан Къзълърмак – Рюстем паша
- Волкан Кескин – Димитър Палеолог
- Ачеля Аккоюн – Хюма Султан
- Ахмет Нурхан Еркент – Педро
- Мерич Йозкая – Алекс
- Ферхан Тюлмен – Зое
- Юри Радчанко – кардинал
- Сонер Тюркер – Янош Хуняди
- Батухан Серт – Коркут
- Тунахан Яшар – Комутан Федерико
- Ийт Каан Гьочер – принц Янош
- Гювенч Селекман – Йоан VIII Палеолог
- Мутлунар Лафчъ – Весиле Ебе
- Осман Доган – Бахадър

## Излъчване
| Сезон | Епизоди | Начало на сезона  | Край на сезона | Всички епизоди | ТВ сезон    | ТВ канал | Дата и час      |
| ----- | ------- | ----------------- | -------------- | -------------- | ----------- | -------- | --------------- |
| 1     | 15      | 27 февруари 2024  | 11 юни 2024    | 1 – 15         | 2024        | TRT 1    | вторник (20:00) |
| 2     | 21      | 24 септември 2024 |                | 16 –           | 2024 – 2025 | TRT 1    | вторник (20:00) |